# 达尔富尔战争
達爾富爾战争（阿拉伯语：الحرب في دارفور）发生在苏丹共和国西部的達爾富爾，交戰方主要分別為遊牧的巴加拉族組成的牧民武裝部隊，以及巴加拉族以外的定居部落。蘇丹政府否認自己支援牧民武裝部隊，也否認與其聯手針對富爾人、札加瓦人與馬撒利特人等民族，進行有系統的攻擊行動。這場衝突開始於2003年7月，與主要為穆斯林和基督徒之間衝突的第二次蘇丹內戰不同，在達爾富爾的居民以穆斯林為主，絕大多數的達爾富爾居民、牧民武裝部隊、蘇丹喀土穆政府官員都是穆斯林。
關於是次衝突的死亡人數有許多不同的估算，但都同意數字大約在數十萬之間。聯合國引用國際公義聯盟的估計，表示衝突進行的期間，已有45萬人死於暴力與疾病之下，大多數非政府組織的估計數目大約是20萬到超過40萬不等。蘇丹政府則宣稱共約9000人死亡，然而這個數字並不符合事實。到2006年10月為止，已有約250萬人流離失所。不少媒體均以「種族清洗」及「種族滅絕」來形容這場衝突，美國政府也把事件定性為「種族滅絕」。
2019年8月的憲政草案由軍方和平民代表簽署，要求民主文職政府確立的前六個月，即39個月的民主化過渡期內，在達爾富爾和蘇丹共和國武裝衝突地區確行衝突停止，以達成和平協議。
蘇丹當局與幾個叛亂派別於2020年8月31日簽署了一項全面和平協議，以結束武裝敵對行動。

## 歷史背景
達爾富爾發生衝突的原因，可謂相當複雜。圍繞尼羅河的國家及如達爾富爾等的週邊地區，充斥著不平等，在20世紀的最後20年逐漸惡化。雙方之間的磨擦受到綜合環境災害、政治投機及地緣政治的影響，在20世紀後期不斷加劇。此外，有許多人誤解此衝突為阿拉伯人及非洲人之間的種族問題；而歷史學家則認為這種誤解並不是完全正確，但也不是完全錯誤。也有媒體認為西方國家暗中助長了這些緊張情勢，以阻撓中國與蘇丹在此地區的石油合作。
在14世紀末或是15世紀初，富爾人建立於馬拉山脈的凱拉王朝（Keira dynasty）建立了蘇丹制度（以「蘇丹」作為國王稱號），並將伊斯蘭教定為國教。後來一支向尼羅河流域南方擴張的土埃聯軍（屬於鄂圖曼帝國）征服了這個國家。接著土埃勢力又被自稱馬赫迪（伊斯蘭教末世學中的救世主）的穆罕默德·艾哈邁德·馬赫迪擊敗；而他所建立的國家則亡於基奇纳所率領的英國軍隊。吉青納建立了英埃共管來支配蘇丹地區，並在法律上允許達爾富爾地區的自治，直到1916年侵略並併吞蘇丹為止。在英埃共管下的蘇丹，大多數的資源都送往喀土穆與青尼羅省，使得其他地區較無發展。

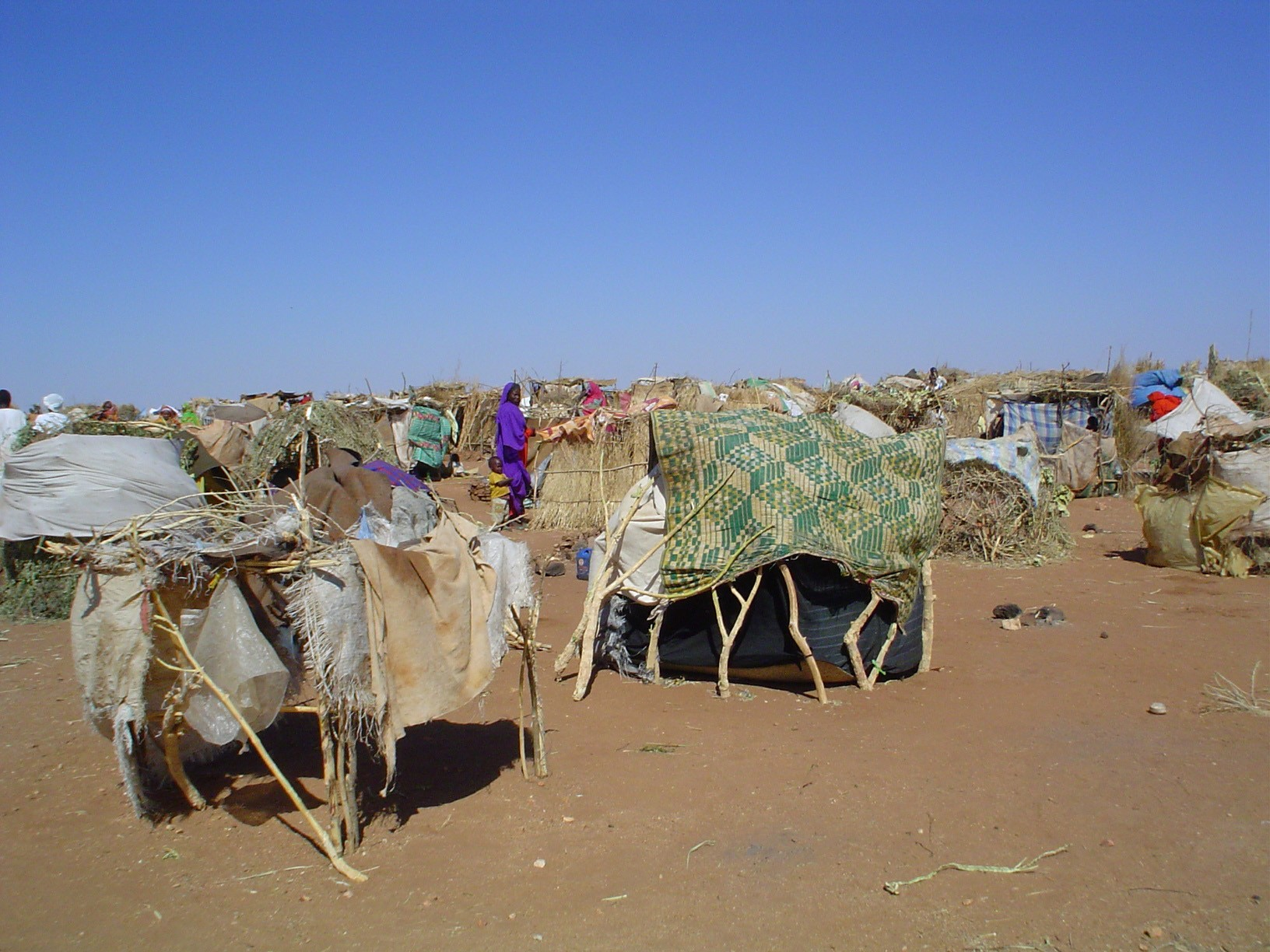
達爾富爾地區的一所國內流亡者營地。

尼羅河谷的居民得到了較多來自英國的投資，在1956年蘇丹獨立之後仍維持續經濟模式以及對政治的排斥。在1968年的選舉中，烏瑪黨中的分離主義候選人，以萨迪克·马赫迪為首，試圖使達爾富爾的選民分裂。他將達爾富爾地區的發展不良歸咎於阿拉伯人，以迎合定居生活的族群；並且呼籲半游牧的巴加拉人支持尼羅河地區的阿拉伯人。
這種並非由當地所自行發展出來的阿拉伯人-非洲人二分法，又受到利比亞革命領導人格達費的加強，他希望薩赫勒（撒哈拉沙漠邊緣）地區能夠建立起一個阿拉伯地帶，並且宣揚阿拉伯優越論。 由於蘇丹、利比亞與查德從1960年代到1980年代的一系列互動，包括利比亞對伊斯蘭軍團的支援，使得蘇丹總統尼邁里將達爾富爾建立成哈布雷（前查德總統）率領之軍隊的後方基地，這支軍隊意欲推翻查德政府，而且反對格達費。
在1983年至1984年，降雨量不足使這個地區陷入饑荒，估計310萬人中有9萬5千人餓死。1985年4月5日，自1969年在位的尼邁里被推翻。薩迪克·馬赫迪也因此流亡，他後來與格達費達成一項協議：假如格達費在接下來的選舉中支援其經費，並使其勝選，那麼薩迪克·馬赫迪將會把達爾富爾地區送給利比亞，然而最後這個諾言並沒有實現。
2001年7月21日，一個札加瓦人團體與富爾人在Abu Gamra協議，並在古蘭經前立誓，共同抵抗蘇丹政府支援的針對他們村莊的攻擊。
2003年初，公義平等運動及蘇丹解放運動 指控政府壓迫非阿拉伯人。其中勢力較大的蘇丹解放運動，主要是由富爾人、馬撒利特人以及札加瓦人中的Wagi族所組成。而公義平等運動的成員則是札加瓦人中的Kobe族。到了2003年末，人道對話中心（Center for Humanitarian Dialogue）邀請兩個團體的領袖、蘇丹政府，以及國際外交共同體的代表到日內瓦了解人道危機的狀況。公義平等運動在2004年加入了東部陣線（Eastern Front），這是一個由東部部落的革命團體所組成的聯盟，成員分別是Rashaida部落的Free Lions與Beja Congress。同時公義平等運動也被指控已由圖拉比（蘇丹的宗教及政治領袖）所控制。

## 衝突過程
達爾富爾地區衝突的開端，一般認為是在2003年2月26日。在此之前，達爾富爾便已經爆發了衝突。反抗軍攻擊了一間警察局，而政府軍則以龐大的空陸軍力對付以馬拉山脈為根據地的反抗軍。2002年2月25日，反抗軍成功襲擊馬拉山上的蘇丹政府軍事要塞。2002年6月，馬拉山地區的Golo警察局受襲，一個自稱達爾富爾解放陣線的團體在2003年2月26日公開承認責任。自此，蘇丹政府開始注意武裝組織的連串聯合行動。
到了3月25日，反抗軍奪得蘇丹與查德邊境的Tine重鎮，取得大量補給及武器。儘管總統奥马尔·巴希尔威脅將要「放出」政府軍進行攻擊，然而其軍隊的準備程度仍低。那時政府軍已經在部署於南方，以應付將要結束的第二次蘇丹內戰；另一方面，還有一支政府軍在東部對付由厄利垂亞所支援，並且威脅到從中部通往蘇丹港之輸油管的的反抗勢力。反抗軍利用丰田陆地巡洋舰汽車，在半沙漠地區進行打帶跑戰術，使得未受過沙漠訓練的政府軍難以還擊。然而空中轟炸仍對反抗軍在山上的據點造成龐大傷害。
2003年4月25日上午5時30分，蘇丹解放軍與JEM聯合派出33部陆地巡洋舰汽车，攻擊位在法希爾的軍事要塞。接下來的4個小時中，根據政府軍的說法，反抗軍在地面上摧毀了4架安托諾夫轟炸機與戰鬥直昇機（反抗軍則認為是7架），另外還有75名士兵、飛行員及技術人員遭到殺害或俘虜，包括一名空軍少將。這場攻擊行動在蘇丹史無前例；20年來在蘇丹南方戰爭中的反抗勢力蘇丹人民解放軍，從未出現過如此的軍事行動。

### 放任牧民武裝部隊（2003年）

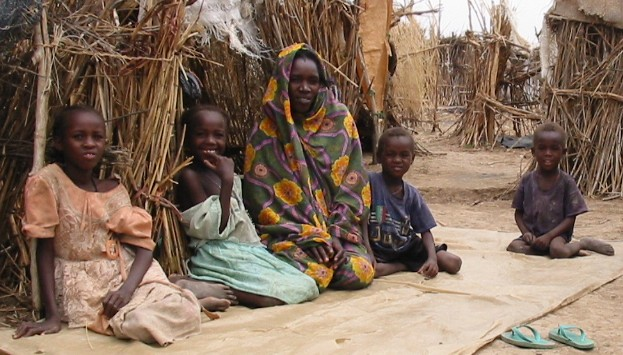
國內流亡者營地。

法希爾的攻擊行動是軍事及心理上的轉捩點，政府軍因為戰鬥失利而蒙羞，而政府也因此要面對艱難的戰略狀況。政府軍明顯地需要重新訓練與配置，以應付新式的戰鬥；這影響到許多達爾富爾的不支薪軍官及士兵的忠誠度。這時政府方的戰鬥責任轉移到了蘇丹軍情局的手上。在2003年中間的幾個月，反抗軍贏得了34到38場戰鬥的勝利。5月時苏丹解放军在庫圖姆（Kutum）殲滅了一個營，殺死了500人，並俘虜了300人。到了7月中旬，反抗軍又再度攻擊Tine，這次殺死了250人。之後苏丹解放军往東方深入，威脅將戰鬥延伸到科爾多凡地區。
此時政府改變戰略，由於政府軍接連戰敗，因此戰鬥成果大多是依賴三個要素：軍事情報、空軍、以及牧民武裝部隊。其中牧民武裝部隊是一支由巴加拉人所組成，曾經在1996年到1999年幫助政府對壓制Masalit人的暴動。政府將軍事資源大量投入達爾富爾，並且將牧民武裝部隊整備成為一支準軍事部隊，擁有完整的通訊器材與一些火砲。相似的戰略，也曾經應用在過去的努拔山區與南方的油田，當時造成了人權暴力與強迫遷移事件。
擁有較好裝備的牧民武裝部隊很快地佔了上風，到了2004年春天，數千人（大多數是非阿拉伯族群）遭到殺害，超過一百萬人被迫離開家園，造成了一場人道危機。牧民武裝部隊將10萬名以上的難民趕進了鄰國查德，並且在邊界與查德政府軍隊發生衝突，4月的一場戰鬥造成超過70位民兵與10位查德士兵陣亡。聯合國觀察團表示當地的非阿拉伯族群村莊被特別挑出，而阿拉伯人的村莊則未受影響：

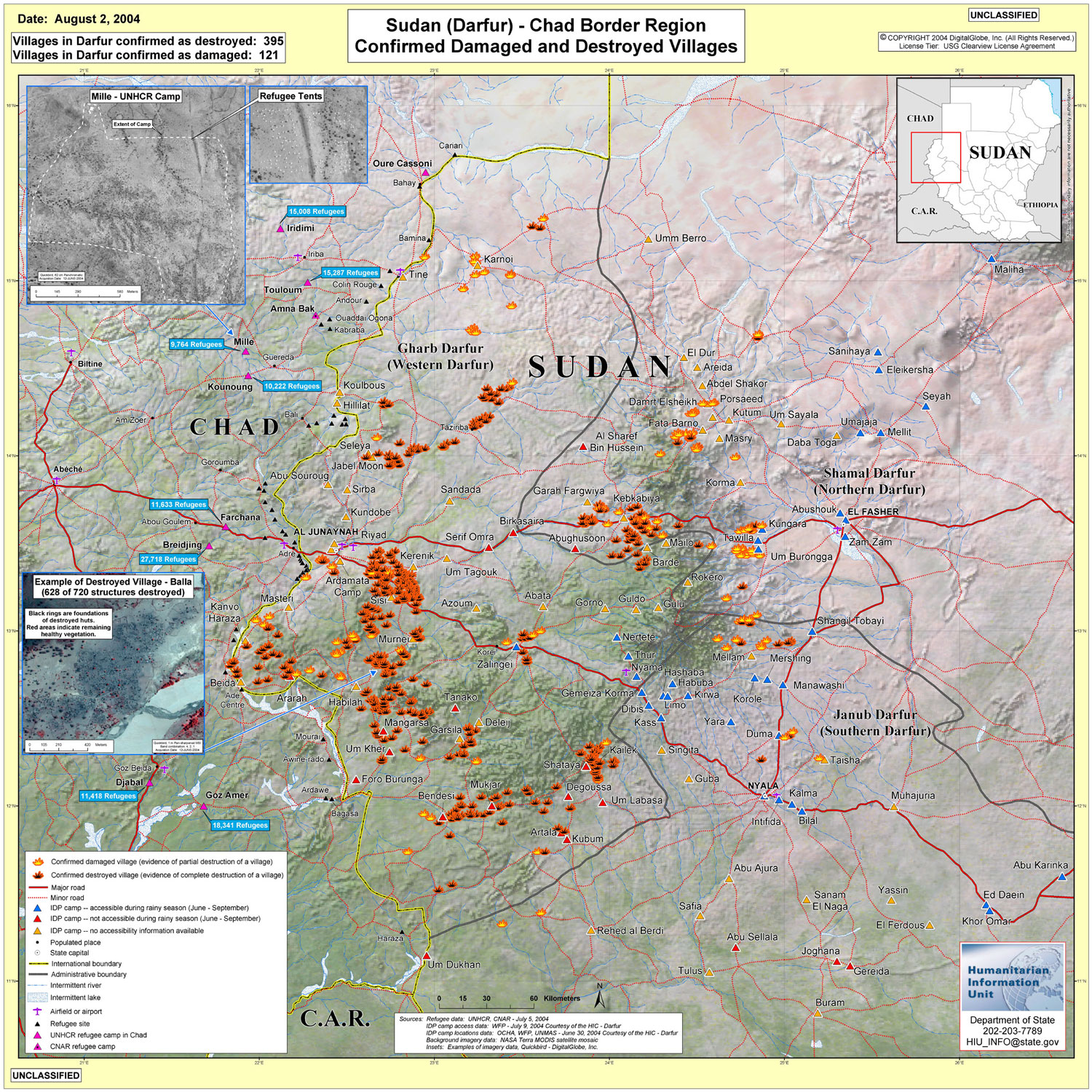
到2004年8月為止已被摧毀的村莊。（來源：DigitalGlobe, Inc. and Department of State via USAID）

位於沙塔亞（Shattaya）行政單位的23個富爾人村莊，其村民遭到完全消滅，村莊則被掠奪且燒毀殆盡（觀察團在當地遊走並查看了兩天）。同時，分部在周圍的阿拉伯人聚落則未受損傷。在某些地方，遭到毀滅的富爾人村莊與阿拉伯人村莊相隔不到500公尺。
2004年4月，以查德為中介者，蘇丹政府、公義平等運動及蘇丹解放運動在恩賈梅納進行了一項談判，簽署了《4月8日人道停火協約》（April 8 Humanitarian Ceasefire Agreement）。同月，公義平等運動分裂出一個不參與停戰協議的團體，稱為國家改革與發展運動（National Movement for Reform and Development）。之後牧民武裝部隊與反抗軍的交火仍然持續。非洲聯盟則組成了停火委員會（Ceasefire Commission；CFC），以監督停火的執行。
聯合國秘書長科菲·安南發出警告，表示種族滅絕危機正在達爾富爾進行。牧民武裝部隊的活動已經可與盧安達大屠殺相比擬，這樣的類比遭到蘇丹政府的強烈反對。獨立觀察家指出如此的手段，如肢解與殺害非戰鬥人員、甚至小孩與嬰兒，與南斯拉夫戰爭中的種族清洗更為相似，並提醒此地區的偏僻性，意味著這些地區將會斷絕援助。位於布魯塞爾的國際危機組織表示，超過35萬人可能將在2004年5月死於飢荒與疾病。
2004年7月，非洲聯盟决定向达尔富尔地区派遣观察员和观察员保护部队，以监督冲突双方实行停火。到了7月30日，联合国安理会通过了第1556号决议，要求苏丹政府解除达尔富尔地区阿拉伯民兵的武装。
2005年3月31日，联合国安理会通过决议，将在达尔富尔地区犯有战争罪和反人类罪的嫌疑人交由国际刑事法院审理。7月10日，前苏丹人民解放运动首領约翰·加朗宣誓就任蘇丹副總統。然而到了7月30日，加朗卻因直昇機墜機而身亡。他的死引人揣測，並使不同的反抗勢力之間的對話進展緩慢。
2005年12月，一場針對查德城鎮阿德雷（靠近蘇丹）的攻擊行動，造成了300名反抗軍死亡。蘇丹被指摘發動了這場攻擊，此外，這已經是3天內的第二場攻擊。逐步升級的緊張情勢，使乍得政府宣布視蘇丹為敵人，並且動員其公民對抗「共同敵人」。
2006年1月20日，SLM宣布將與JEM結為蘇丹西部的革命軍聯盟，然而到了當年5月，SLM與JEM又再度成為兩個分離的實體。

### 2006年5月的和平協議

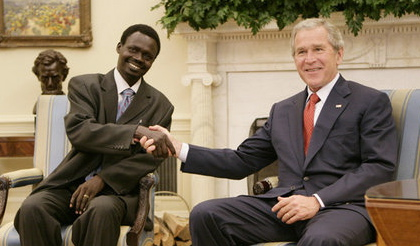
明尼·明納韋在簽署了5月的協議後與美國總統乔治·沃克·布什握手。

2006年5月5日，苏丹政府与达尔富尔主要反政府武装苏丹解放运动签署和平协议。根据这项和平协议，反政府武装将被解散，而支持政府的民兵亦将被解除武装。 然而JEM與蘇丹解放軍中的另一派系，拒絕了這項協議。

### 2006年7月至8月
到了2006年7月及8月，戰火又再度燃起，一些國際援助組織也因為生命受到威脅而相繼離開。聯合國秘書長安南召集了一支18000人的國際維和部隊，以取代原來的7000人非盟部隊（非盟駐蘇丹特派團）。 
8月18日，聯合國維和部隊代表及維和事務助理秘書長阿納比在一次私人會面中發出警告，表示蘇丹可能正準備在達爾富爾地區進行一場大型軍事行動。大約同時，聯合國人權委員會的特別調查員薩馬爾（Sima Samar），也指出蘇丹對於5月簽訂的和約，並沒有有效的執行。8月19日，蘇丹再度重申拒絕以聯合國部隊取代非盟部隊。而美國因而威脅蘇丹自行承擔可能造成的後果。
到了8月24日，蘇丹拒絕出席聯合國安理會的一場會議，以逃避解釋為何計畫派遣1萬名蘇丹士兵到達爾富爾，而不是之前所提議的2萬名聯合國維和部隊。儘管蘇丹拒絕出席，安理會仍然表示會議將會照常召開。國際救援委員會則在同一天表示，過去的7個禮拜之內，Kalma難民營附近已經有數百名婦女遭到強姦。牧民武裝部隊將強姦作為一項武器。在當地的文化中，受到強姦的女性被視為是不潔且受排斥的，女性甚至會在公開場合遭到侵犯，使其個人及家庭蒙羞。8月25日，美國國務院非洲事務局的首長、助理秘書延達伊·弗雷澤（Jendayi Frazer）警告，除非聯合國維和部隊在此地展開部署，否則危機將無法解除。
到了8月26日，也就是弗雷澤原來預備抵達喀土木的時間，一名美國國家地理雜誌的記者洛佩克（Paul Salopek）由於自查德邊境進入蘇丹而違反了針對外國記者的規定，因而面臨件間諜罪的指控。與總統巴席爾直接面談之後，這名記者才得以釋放。

### 聯合國重新提議派遣維和部隊
2006年8月31日，联合国安理会通过第1706号决议，决定在得到苏丹政府认可后向达尔富尔地区派遣1.73万人的维和部队，以支援非盟的维和部队，及帮助苏丹政府和反政府武装落实和平协议。而蘇丹則強烈回絕這項提議。翌日，非盟称苏丹向达尔富尔叛军发动大规模攻势。到了9月1日，非盟官方報導蘇丹已經在達爾富爾展開了一場大型軍事攻擊行動，根據非盟的說法，在當周稍早的衝突中，已有超過20人死亡、1000人被迫遷移。9月5日，蘇丹要求非盟軍隊必須在月底以前離開達爾富爾地區，並表示：「非盟無權將工作移交給聯合國或任何集團，只有蘇丹政府擁有這種權力」而前一天，也就是9月4日，查德總統伊德里斯·代比宣布將支援新的聯合國維和部隊。非盟的維和部隊則決定會在2006年9月30日結束任務。然而美國國務院告訴記者，非盟軍隊可能會在30日之後繼續留在當地，並稱其為「可行的選擇」。

### 履行失敗（2006年9月）
2006年9月8日，聯合國難民署首長安東尼奧·古特雷斯表示達爾富爾正在面臨一場「人道慘案」。到了9月12日，歐盟駐蘇丹大使稱蘇丹政府軍正在達爾富爾地區「轟炸平民」。一份世界糧食計畫署的官方表告表示，至少355,000名當地居民已經與糧食援助斷絕。聯合國秘書長安南則告訴安理會：「達爾富爾的悲慘事件已經到達了關鍵時刻，需要安理會的密切注意與緊急行動。」

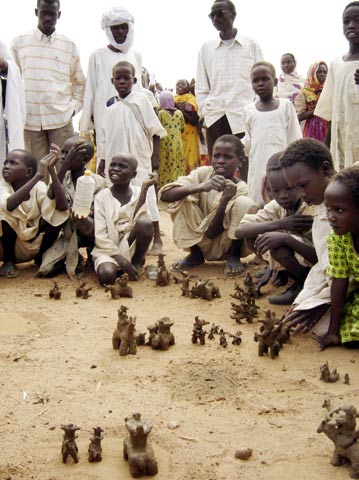
難民營中一群以陶土描述牧民武裝部隊攻擊的小孩。

2006年9月14日，前蘇丹解放運動領導者、蘇丹總統高級助理、及達爾富爾臨時管理機構主席明尼·明纳韦表示，他並不反對新的聯合國維和部隊，因而與認為聯合國行動乃西方國家入侵的蘇丹政府斷絕關係。明尼·明纳韦也表示非盟軍隊「什麼都不能作，因為其授權相當有限」。喀土穆依然維持其強烈反對聯合國維和部隊的態度，蘇丹總統巴席爾將這種行動形容為一場殖民計畫，並表示「我們不希望蘇丹成為另一個伊拉克」。

### 情況惡化（2006年10月至11月）
2006年10月2日，由於蘇丹的反對，使得聯合國部隊的計畫無限期地延宕，非盟則表示將會延長待在此區域的時間直到12月31日。除此之外，有200名聯合國士兵前往加強非盟軍力。10月6日，聯合國安理會投票決定延長對聯合國蘇丹特派團的授權直到2007年4月30日。到了10月9日，聯合國糧食及農業組織在一份包含40個國家的《作物前景展望及糧食形勢》（Crop Prospects and Food Situation）報告當中，將達爾富爾列為正面臨迫切的糧食危機的地區。10月10日，聯合國人權事務高級專員露易丝·阿尔布尔表示，蘇丹政府早已預先知道牧民武裝部隊上個月在蘇丹南方的Buram所發動的攻擊，那場攻擊當中造成了數百位平民死亡。
10月12日，奈及利亞外交部長Joy Ogwu前往達爾富爾進行為期兩天的訪問，她強烈要求蘇丹政府接受聯合國的方案。奈及利亞總統奧盧塞貢·奧巴桑喬，則在衣索比亞表示不應該「對達爾富爾正在進行中的種族滅絕坐視不管。」到了10月13日，美國總統乔治·沃克·布什批准了2006年《達爾富爾和平及責任法》，以制裁在當地造成美国认为的種族滅絕事件者，同時也發布命令凍結蘇丹政府的財產，並禁止任何美國公民與之進行交易。

### 混合維和部隊與蘇丹政府的進攻
2006年11月17日，美國國內建議非盟與聯合國部隊混合派出部隊。但建議還是遭到蘇丹的拒絕。聯合國接著在11月18日宣布，蘇丹已經同意聯合國維合部隊的部署。然而蘇丹外交部長Lam Akol卻表示：「混合部隊沒有討論的空間。」而且聯合國只能扮演技術支援的角色。同日，非盟報導蘇丹政府軍以及政府支援的軍隊，已經在達爾富爾地區展開了地面及空中作戰，並造成了大約70名平民死亡。非盟表示：「這是明目張膽地違反安全協定。」
11月25日，聯合國人權事務高級專員露易丝·阿尔布尔稱蘇丹政府已經在11月11日，對Sirba鎮的平民做出了一件「有意且無故的攻擊。」並至少造成30人死亡。人權專員的聲明中也指出蘇丹政府軍對平民財物進行掠奪與破壞。
2007年3月，聯合國控訴蘇丹政府參與並安排了這場「嚴重的暴力行為」，並且呼籲世界各國以行動保護當地居民。

### 和平協議
2020年10月3日，苏丹过渡政府与蘇丹反政府武裝在南苏丹首都朱巴签署最终和平协议，以结束长达17年的敌对状态。

## 各国反应
在国际特赦组织與国际危机组织分別於于2003年7月和同年12月公佈了關於達爾富爾大屠殺的報告之後，這次屠殺引起了很多國家的關注。不過，在2004年三月之後，當時即將卸任的聯合國總理還有處理蘇丹的危機的人道委員 Mukesh Kapila 宣佈了這次屠殺是“世界上最嚴重的人道危機”之後，媒體才開始詳細地報導達爾富爾大屠殺。
後來，人們針對這次大屠殺聯立了幾個聯盟，例如是由學生發起的阻止大屠殺的聯盟 STAND (A Student Anti-Genocide Coalition) 和 拯救達爾富爾聯盟，後來 STAND 進入了制止種族滅絕網絡（Genocide Intervention Network）。這類組織不斷地呼籲美國國會及美國總統重視這次大屠殺，並且也呼籲商界停止向蘇丹投資， 該次撤資行動由  Adam Sterling 發起並且由蘇丹撤資行動會（Sudan Divestment Task Force）提供援助。
原定於2009年5月12至16日在亚的斯亚贝巴被舉行的達爾富爾論壇也被取消，根據報導說，取消的原因是“蘇丹政府阻止來自達爾富爾地區的代表參加會議”。原定參加該次論壇的300位代表來自達爾富爾內地區各個不同的群體，該論壇的委員會說，蘇丹政府的安全部門派人騷擾將要前往論壇的代表，没收他們的簽證，並且威脅我們在蘇丹的會議協調人；由於政府拒絕向代表們頒發離境簽證，所以會議最終無法進行，我們只有取消本次會議。

### 中國及阿拉伯世界
有批評者認為，基於保護石油利益， 中國一直反對大國介入達爾富爾衝突，反對制裁，希望在非洲联盟的框架下解决苏丹内部问题，並多次在安理會表決制裁行動時投出棄權票。而中國政府還被西方質疑向蘇丹政府提供了“军援”，所以中國對事件的態度常遭他國質疑，而中國政府也因此被部分国家視為達爾富爾屠殺的幫凶。不過對此一問題，中國方面認為其影響力被高估了。除了人權相關組織曾予以指責外，也有民間體育團體，提出以抵制北京奧運為手段強迫中國對此讓步，进而成为中国威胁论者攻击中国重要途径。不過中國否認忽略種族屠殺的指控，且認為在達爾富爾問題上，「中國和其他國家、和國際社會有著共同願望，那就是讓這一地區儘早實現和平、發展和穩定。」 而且此举符合中国一贯不干涉别国内政的作风。此外，中华人民共和国以及不少伊斯兰国家的态度是：达尔富尔的冲突不是“屠杀”，而是“战争暴力”，其中的人道主义危机在战争中无法避免。苏丹政府对达尔富尔的战争暴力并不是以血洗此区域，屠杀殆尽这里的人口，只是剿灭反政府武装，稳定区域局势，故“种族灭绝”的说法不妥当。另外阿拉伯世界也批评这种说法：“（以色列人在达尔富尔问题上的）游说使得世界忽视了他们在巴以冲突中犯下的罪行，以及任何推动解决冲突的谈话。”“（西方对达尔富尔危机的态度）是西方人企图施霸权以控制阿拉伯人的幌子。”

## 外部連結
- 联合国苏丹达尔富尔首页 （页面存档备份，存于）
- United States Holocaust Memorial Museum以googleearth動畫顯示衝突地點的衛星照片 （页面存档备份，存于）